# Commission Rioux
La Commission d'enquête sur l'enseignement des arts au Québec, mieux connue sous le nom de Commission Rioux, est une commission d'enquête visant à faire état de la situation de l'enseignement des arts au Québec. Son rapport, le rapport Rioux, est publié en 1969 en quatre volumes. Les six commissaires sont Marcel Rioux, Jean Ouellet, Jean Deslauriers, Réal Gauthier, Fernand Ouellette, Andrée Paradis. 

## Historique
Créée le 31 mars 1966 sous le gouvernement de Jean Lesage, à la suite des pressions exercées par les étudiants de l'École des beaux-arts de Montréal, la Commission d'enquête sur l'enseignement des arts au Québec aboutit à un rapport qui est remis au gouvernement de Jean-Jacques Bertrand en août 1968 et rendu public en avril 1969. La Commission naît dans le sillage des réformes du système scolaire québécois instillées par la Commission Parent : dans le Rapport de cette dernière, les arts en tant que connaissance spécifique ou comme formation professionnelle sont relégués à des rôles secondaires. De plus, les conservatoires d'arts dramatique et de musique restent intouchés par les réformes, problème que le Rapport Rioux cherche à pallier.

## Commissaires
- Marcel Rioux (président)
- Jean Ouellet
- Jean Deslauriers
- Réal Gauthier
- Fernand Ouellette
- Andrée Paradis

## Rapport
Dans son rapport, la Commission recommande que l'enseignement des arts relève dorénavant du Ministère de l'Éducation du Québec ; que les écoles spécialisées soient abolies ou intégrées au réseau des Cégeps et universités.